# Fennesz
Кристиан Феннес (нем. Christian Fennesz; род. 25 декабря 1962 года, Нойзидль-ам-Зе), более известный как Fennesz — австрийский продюсер и музыкант, активно работающий в жанре электронной музыке с 1990-х годов. В своей работе он использует гитару и портативные компьютеры, чтобы сочетать мелодию с обработанными семплами и создавать глитчи. Он живёт и работает в Вене и в настоящее время записывается на британском лейбле Touch Music.
Впервые Феннес получил широкое признание благодаря своему альбому Endless Summer 2001 года, выпущенному на австрийском лейбле Mego. Он сотрудничал со многими артистами, включая Рюичи Сакамото, Джима О’Рурка, группой Ulver, Дэвида Силвиана и King Midas Sound.

## Биография
Кристиан Феннес родился и вырос в Австрии и изучал музыку в художественной школе. Он начал играть на гитаре в возрасте 8 или 9 лет. Сначала он выступал в составе австрийской экспериментальной рок-группы Maische, а затем подписал контракт с лейблом электронной музыки Mego как сольный исполнитель. Под влиянием техно он начал сочинять музыку на ноутбуке. В 1995 году он выпустил свой первый мини-альбом Instrument, в котором исследовал электроакустические и эмбиентные стили.
В 1997 году Феннес выпустил свой дебютный полноформатный альбом Hotel Paral.lel, в котором он более явно продемонстрировал своё мастерство в работе с ноутбуками и раннюю эстетику глитча. Затем в 1998 году он выпустил сингл «Plays», в который вошли почти неузнаваемые каверы на песни «Paint It Black» группы Rolling Stones и «Don’t Talk (Put Your Head on My Shoulder)» группы The Beach Boys. В последующие годы он сотрудничал с различными артистами, в том числе с Питером «Питой» Ребергом и Джимом О’Рурком в составе группы Fenn O’Berg. В 2001 году он выпустил свой третий студийный альбом Endless Summer, получивший широкое признание критиков. В последующие годы он сотрудничал с такими музыкантами, как Дэвид Силвиан, Кит Роу, eRikm, Рюичи Сакамото, и выпустил альбомы Venice (2004 г.) и Black Sea (2007 г.), которые получили высокую оценку критиков.
В 2009 году Феннес объединился с Марком Линкусом (из Sparklehorse) для создания альбома In the Fishtank 15. В следующем году Феннес выпустил Szampler — кассету с его коллекцией семплов на лейбле Tapeworm. Позже этот релиз был ремикширован Стефаном Гольдманном и выпущен под названием Goldmann vs. Fennesz: Remiksz. В 2011 году он появился на живом выступлении группы Ulver в Норвежской национальной опере, сыграв на гитаре и добавив эффекты в песне «Not Saved». В ноябре 2013 года Феннес выступил на заключительном фестивале All Tomorrow’s Parties в Кембер-Сэндсе, Англия. В 2014 году он выпустил студийный альбом Bécs. В 2015 году он сотрудничал с британской группой King Midas Sound над альбомом Edition 1. Затем он выпустил альбомы Agora (2019 г.) и Mosaic (2024 г.).